# Hvide løgne
|  | For musikalbummet, se Hvide Løgne (album) |
Hvide løgne, dansk dramaserie eller soap, som blev produceret af MTV Produktion til TV3 i perioden 1998-2001. 
Serien nåede op på 484 afsnit, som hvert varede 25 minutter. Det er en dansk versionering af en svensk serie om livet i den lille (fiktiv) danske provinsby, Egebæk, centreret især omkring byens sygehus og café og familiernes indbyrdes dagligdagsdramaer med kærlighed, intriger og problemer.
Seriens titelsang blev sunget af Bobo Moreno.

## Medvirkende
Følgende er et lille uddrag af de medvirkende i serien:
- Joen Bille som Jørgen Hald, overlæge
- Puk Schaufuss som Ingrid Hald, apoteker
- Mads Knarreborg som Oliver Hald
- Mira Wanting - Anette Madsen
- Mia Maria Back som  Sofie Olsen
- Karin Rørbech som Camilla Hald
- Joy-Maria Frederiksen som  Gertrud Vestergaard
- Pia Rosenbaum som Isabella, Jørgen Halds elskerinde og Roberts mor
- Kim Jansson som  John Knudsen
- Kenn Godske  Adam Frigg
- Torbjørn Hummel som Niels Blom
- Ann Hjort som Helle Blom
- Nikolaj Bjørn-Andersen som Jesper Blom
- Remi Lewerissa Henrik Vestergaard, læge
- Helle Hertz som  Ny sygehuschef
- Florian Fastina som  Pladeproducer
- Dan Schlosser som Christian Felddahl
- Berte Fischer-Hansen som  Christine Holte-Møller
- David Seedorf som  Zander
- Jette Sievertsen som Vibeke Krogh
- Lars Lippert som Peter Lorentzen
- Tom Andkjær som Kristian Lomholt

## Serieoversigt
Serien er produceret i syv sæsoner.
| Sæson | Afsnit | Oprindelig sendedato | Oprindelig sendedato |
| Sæson | Afsnit | Først sendt          | Sidst sendt          |
| ----- | ------ | -------------------- | -------------------- |
| 1     | 71     | 1. marts 1998        | 5. juni 1998         |
| 2     | 70     | 15. september 1998   | 20, december 1998    |
| 3     | 68     | 25. januar 1999      | 20. maj 1999         |
| 4     | 68     | 23. august 1999      | 16. december 1999    |
| 5     | 85     | 3. januar 2000       | 27. maj 2000         |
| 6     | 92     | 7. august 2000       | 18. januar 2001      |
| 7     | 30     | 1. maj 2001          | 21. juni 2001        |